# Bino Bini
Bino Bini (ur. 23 stycznia 1900 w Livorno, zm. 5 kwietnia 1974 tamże) – włoski szablista, trzykrotny medalista olimpijski i brązowy medalista mistrzostw świata.

## Kariera sportowa
Na igrzyskach olimpijskich w Paryżu w 1924 roku razem z Oreste Moriccą, Marcello Bertinettim, Giulio Sarrocchim, Renato Anselmim, Guido Balzarinim, Oreste Pulitim i Vincenzo Cuccią zdobył złoty medal w szabli drużynowej. W szabli indywidualnej pewnie awansował do finału, Po tym jak w trzech pierwszych pojedynkach Puliti pokonał jego, Bertinettiego i Sarrocchiego komisja sędziowska pod przewodnictwem Węgra Györgyego Kovácsa uznała, że Włoscy szabliści specjalnie przegrali swe walki by ułatwić Pulitiemu walkę o złoty medal. Urażony Puliti zagroził Kovácsowi pobiciem, za co został zdyskwalifikowany. Pozostali Włoscy zawodnicy wycofali się z rywalizacji na znak protestu. Na rozgrywanych cztery lata później igrzyskach olimpijskich w Amsterdamie zdobył dwa medale. Najpierw Bino Bini, Oreste Puliti, Giulio Sarrocchi, Renato Anselmi, Emilio Salafia i Gustavo Marzi zajęli drugie miejsce w szabli drużynowej. Następnie zdobył brąz w turnieju indywidualnym, w rundzie finałowej wygrywając osiem z jedenastu pojedynków.
Podczas mistrzostw świata w Budapeszcie w 1926 roku (oficjalnie zawody tego cyklu rozgrywane są pod tą nazwą dopiero od 1937) wywalczył brązowy medal w szabli indywidualnej, plasując się tylko za Węgrami: Sándorem Gombosem i Attilą Petschauerem.